# Detlev Schauwecker
Detlev Schauwecker (* 23. Dezember 1941 in Berlin) ist ein deutscher Japanologe und emeritierter Professor der Kansai-Universität in Osaka, Japan.

## Leben
Nach einem Studium der Japanologie, Sinologie und Germanistik an Universitäten in Berlin, Hamburg und Universität Marburg promovierte er 1973 in Marburg mit Studien zu Chikamatsu Monzaemon – Zwei bürgerliche Puppenspiele. Sprachlicher Stil und Struktur. Seine akademischen Lehrer waren Wolf Hänisch, Horst Hammitzsch und Oscar Benl.
1974 siedelte Schauwecker nach Japan über. Hier wirkte er zunächst für zwei Jahre als Assistenzprofessor an der Fremdsprachenhochschule Kyoto (Kyōto Gaikokugo Daigaku). 1977 wechselte er zur Kansai-Universität in der Präfektur Osaka, einer der größten privaten Universitäten Westjapans, wo er bis 1981 als Assistenzprofessor, danach als Professor lehrte. 2007 wurde er emeritiert.
Schauwecker veröffentlichte zahlreiche Publikationen zu theater- und missionsgeschichtlichen Themen unter dem Aspekt west–östlicher Beziehungen. Er war zeitweise Leiter der Zweiggruppe Kobe der  Deutschen Gesellschaft für Natur- und Völkerkunde Ostasiens (OAG).

## Trivia
Im Jahr 2002 leitete er die erstmalige japanische Aufführung  des Japonesenspiels Titus Ukondonus, mit Musik von Michael Haydn, in Hiyoshi-chō, Kyoto-fu; er spielte dabei Flöte im Orchester. Später betreute er dort Opern: Chr. W. Glucks Der betrogene Kadi und B. Brechts Die Dreigroschenoper.

## Schriften (Auswahl)
- Studien zu Chikamatsu Monzaemon – Zwei bürgerliche Puppenspiele. Sprachlicher Stil und Struktur. Kyoto, 1975 (Marburger Studien zur Afrika- und Asienkunde Serie B: Asien Bd. 3).
- Aspekte der Medizingeschichte Japans. In: Sudhoffs Archiv Nr. 66-4, 1982.
- Zur Cholera-Epidemie in Japan (mit dem – Kanagaki Robun zugeschriebenen – Cholerabericht zu Edo (Tokyo). 1. Folge: Kansai Daigaku Tōzaigakujutsu Kenkyusho Sōritsu 30shūnen Kinen ronbunshu, 1981 (関西大学東西学術研究所創立三十周年記念論文集』); dito, 2. Folge: Kansai Daigaku Tōzaigakujutsu Kenkyūsho Kiyō, Nr. 17,1984 (Digitalisat). (『関西大学東西学術研究所紀要』))
- Der Fuji-san in der deutschen Literatur. In: Paul, G. (Hg.): Klischee und Wirklichkeit japanischer Kultur. Frankfurt/M.: Peter Lang Verlag, 1987.
- Das Japanbild in der Literatur während der NS-Zeit. In: Kansai Daigaku Doitsubungaku, Nr. 32, 1988 (Digitalisat) (『関西大学独文学』)
- Terakoya no dan oder Die Dorfschule – Bemerkungen zu fünf deutschsprachigen Bearbeitungen eines japanischen Dramenstoffs. In: Bochumer Jahrbuch zur Ostasienforschung, Nr. 11, 1988.
- Japanisches auf Bühnen der nationalsozialistischen Zeit. In: Kreiner, J. und Mathias, R. (Hg.).: Deutschland – Japan in der Zwischenkriegszeit. Bonn: Bouvier Verlag, 1990.
- Musik und Politik – Tokyo Berlin, 1934–1944. In: Krebs, G. (Hg.): Formierung und Fall der Achse Berlin – Tokyo. München: Iudicium Verlag, 1994.
- Drei Beispiele volkstümlicher Erzählkunst in Japan – Sekkyo-bushi, shinnai-bushi, naniwa-bushi. In: Kansai Daigaku Doitsubungaku, Nr. 43, 1999 (Digitalisat).
- Russian Music in Japan between Two Wars. In: Kabanoff, A. (Hg.): Perspectives of Japanese Studies in the Baltic Countries. Conference Papers. St. Petersburg, Institutio Orientalis.
- Öffentliche Archive im Kinki-Gebiet. In: Kansai Daigaku Doitsubungaku, Nr. 45, 2001 (Digitalisat).
- Verbal Subversion and Satire in Japan, 1937–1945, as documented by the Special High Police. In: Nichibunken Japan Review 2003.
- (Übersetzung) Takeyama, Michio: Staatsangehörigkeit. In: Japonica Humboldtiana, Nr. 13, 2009/10 [Über die deutsche Gemeinde in Tokyo während der NS-Zeit ]
- Von Tonsine zu Elise – Liebe und unliebe Geschichten zwischen West und Ost. In: Morosawa, T.: Mori Ogai no juyō to shosō. Osaka: Yūbunsha, 2003 (森鴎外―受容の諸相―』。大阪：遊文舎).
- Ein barockes Jesuitendrama über den „Christenführer“ Protasius von Aryma. Folge I: Kansai Daigaku Doitsubungaku, Nr. 46, 2002 (Digitalisat); Folge II: daselbst Nr. 47 (Digitalisat); Folge III: Kansai Daigaku Gaikokugokyoiku Kenkyu Nr. 6, 2003 (Digitalisat); Folge IV:  daselbst Nr. 7, 2004 (Digitalisat); Folge V: daselbst Nr. 8, 2004 (Digitalisat); Folge VI: Kansai Daigaku Gaikokugo Kyoikuforum, Nr. 4, 2005 (Digitalisat).
- Der standhafte Eifer im Khristenthume : Ein Japonesenspiel von F. Reichssiegel (Text) und M. Haydn (Musik) nach dem Jesuitendramen-Repertoire zu Takayama Ukon und Titus von Bungo, auf der Salzburger Benediktiner-Bühne im Jahr 1774.  Folge 1. In: Kansai Daigaku Doitsubungaku Nr. 48, 2004 (Digitalisat); Folge 2: daselbst Nr. 49, 2005 (Digitalisat)
- Lesarten früher Missionsbriefe (S.J.) aus Japan: Eine alte Kontroverse. In: Kansai Daigaku Doitsubungaku, Nr. 51, 2007 (Digitalisat)
- Hanka Schjelderup Petzold (1862–1937): Eine norwegische Musikerin im Japan der Taisho-Jahre. Kansai Daigaku Gaikokugokyōiku Kenkyū, Nr. 12, 2007, S. 57–77 (『関西大学外国語教育研究』) (Digitalisat)
- Reigen in hellen Nächten – Geschichten von der Ostseeküste. (Dokumente und Memoiren des Komponisten Yamada Kosaku zu seinen Studienjahren in Deutschland). Kyoto-Goma: G.O.M.A. Verlag 2009.
- Bruno Petzold [Biografisches] In: OAG Notizen: Teil I: Nov. 2008  (Digitalisat);  Teil II: März 2009 (Digitalisat);  Teil III: Dez. 2009 (Digitalisat). Jap. Übersetzung: Bruno and Hanka Petzold Research. In: Petsoruto Kenkyū, Nr. 1 (2008); Nr. 4 (2013), Nr. 5 (2014) (ペツォルト研究).
- Eine seltsame Reise (Übersetzung aus den Memoiren des Komponisten Yamada Kosaku). In: Japonica Humboldtiana, Nr. 14, 2011. (Digitalisat).
- Aus den Memoiren des Komponisten Yamada Kosaku (1886–1965) – Frühlingserwachen – Don Juan – Der Landvogt von Greifensee. In: OAG Notizen, Nov. 2012 (Digitalisat).
- 「イエズス会文献における公と私(Öffentlichkeit und Internes in frühen Jesuitenquellen aus Japan)」『近代日本の公と私、官と民』。NTT出版、東京 2014年
- Vom Wunder zur Magie: Frühe japanische Christenwunder in west-östlicher Literatur. Beiträge des Arbeitskreises Japanische Religionen (Universität Tübingen), Nr. 9, 2015, S. 1–31. (Digitalisat).
- Trommelwellen – und andere Erzählstücke für die Puppenbühne, von Chikamatsu Monzaemon (1653–1725) – Übersetzung und Erläuterungen Detlev Schauwecker. Mit Grafiken von Juliane Schmitt und mit farbigen Bühnenbild-Illustrationen. Zürich: Hakuin Verlag, 2020.